# シャギー (髪型)
シャギー (shaggy) は、頭髪を毛先に向かって削ぐように細く不揃いに切った髪型。そもそも、「シャギー」は毛深いことや長い毛足のけば立った毛織物を意味するため、シャギーカット (shaggy cut) の略称ともされる。
英語ではシャグ (shag) といい、1960年代終盤にニューヨークの美容師ポール・マクレガーが考案したとされる。1970年代以降はジョーン・ジェット、ミック・ジャガー、ロッド・スチュワート、デヴィッド・キャシディ、ジェーン・フォンダ、フローレンス・ヘンダーソンといった著名人たちが採用したことから、知られるようになった。また、1990年代にはジェニファー・アニストンがテレビドラマ『フレンズ』の作中でこの髪型にしていたことから、再び知られるようになった（爆発的にヒットした）ほか、2000年代初頭にはメグ・ライアンがこの髪型にしていた。
前述の切り方ゆえに頭髪に動きが出て自然に軽く見えるという利点があるが、頭髪の量が減って乾燥しやすくなるうえ、頭髪の表面が削がれることから痛みやすくなるという難点もある。